# Whalsay
Whalsay (7,6 km²) è un'isola sul Mare del Nord della Scozia nord-orientale, facente parte dell'arcipelago delle Shetland. Conta una popolazione di circa 1.000 abitanti.
Centro principale dell'isola è la località portuale di Symbister. Altre località sono Brough, Huxter, Isbister, Marrister, Skaw e Whalsay.
Presso i pescatori scozzesi, l'isola è conosciuta anche con il nomignolo "Bonny Isle" o "Bonnie Isle".

## Etimologia
Il toponimo Whalsay deriva dall'antico nordico Hvalsey o Hvals-øy, che significa "isola delle balene".

## Geografia

### Collocazione
Whalsay si trova ad est dell'isola di Mainland.

## Dimensioni
L'isola è lunga circa 5 miglia e larga circa 2 miglia.

### Territorio
Il punto più elevato dell'isola è rappresentato dal Ward of Clett, che raggiunge un'altezza di 393 piedi.

## Storia
I primi insediamenti umani sull'isola risalgono a circa 3.000 anni prima di Cristo.
L'isola mantenne importanti rapporti commerciali con le città del nord della Germania all'epoca della Lega anseatica.

## Edifici e luoghi d'interesse
- Symbister House, edificio risalente al 1823[2]
- Yoxie House [2]

## Trasporti
L'isola è raggiungibile in circa un'ora e mezza di traversata in traghetto da Mailand.
L'isola è inoltre dotata di un aeroporto.